# Kasselaid
Kasselaid – wyspa w zachodniej części Estonii. Znajduje się na zachód od wyspy Sarema.
Cała wyspa objęta jest ochroną i należy do rezerwatu Abruka looduskaitseala.